# Описание битът на македонските българе
„Описание битът на македонските българе“ е книга на Стефан Веркович, излязла на руски език в 1868 година в Москва под заглавието „Описание быта Болгар, населяющих Македонию“. Книгата съдържа етнографски данни и описания на бита на македонските племена от Долна и Горна Македония. В нея преобладават описания на обичаи – предимно сватбени, семейни и календарни, сведения за стопанския живот и за диалектите. Книгата е ценна с етнографските си описание и наблюдения на живота на македонските българи, макар и да съдържа „наивни и произволни тълкувания на материалите“.

## Език и издания
Оригиналният език, на който Веркович написва книгата, е български – мървашкото наречие, което Веркович знае от дългия си престой в Сяр, и което той смята за най-старинно и най-близко до старобългарския език. Книгата е изпратена в Русия на професор Нил Попов. Преведена е на руски език от Райко Жинзифов и отпечатана в „Московския Университетския Известия“, №3, 1868 г.
Книгата е преведена обратно на български език от Георги Н. Клушский и издадена в Кюстендил, България, в 1884 година под заглавие „Описание битът на македонските българе“.